# サッカーサン・バルテルミー島代表
サッカーサン・バルテルミー島代表（サッカーサン・バルテルミーとうだいひょう、英語: Saint Barthélemy national football team）はサン・バルテルミー島サッカー協会によって編成されるサン・バルテルミー島のサッカーのナショナルチームである。FIFAやCONCACAFに加盟していないためワールドカップや、ゴールドカップには出場できない。